# 周继业
周继业（1959年5月—），男，江苏泰兴人，中华人民共和国政治人物，现任江苏省政协副主席，江苏省高级人民法院副院长、党组副书记。

## 生平
1980年8月参加工作，1985年2月加入中国共产党。